# Synema illustre
Synema illustre là một loài nhện trong họ Thomisidae.
Loài này thuộc chi Synema. Synema illustre được Eugen von Keyserling miêu tả năm 1880.